# 陈文帝
陳文帝陈蒨（522年—566年），一作茜，又名昙蒨、荃菺，字子華。南北朝时期陈朝第二位皇帝（559年－566年在位），在位7年，年号天嘉。

## 生平
陈蒨是陈朝开国皇帝陈霸先长兄始兴昭烈王陈道谭的兒子，深受陈霸先的賞識與栽培，更令其總理軍政。在梁末时期，陈霸先袭杀王僧辩，王僧辩旧部起兵反抗，杜龛派兵五千，攻打陈霸先家乡吴兴的陈氏亲族，陈霸先派遣陈蒨提早返回吴兴长城县，组织亲族建好防御工事，面对五千敌军，麾下只有数百人的陈蒨却神情自若、处之泰然，工事内的人心得以稳定，杜龛的军队围攻数百日，无法攻克。後來陳霸先駕崩，陈昌在北周为人质，皇后章要儿听从陈蒨心腹大臣侯安都等安排，稱武帝遺詔命陈蒨入纂皇統，遂即帝位。
北周闻讯，为了制造内乱故意放陈昌回国。因道路一度为东梁所阻隔，天嘉元年陈昌才出发，因而写信要陈蒨让位。陈蒨很不高兴，说：“太子快回来了，我只好找个地方当藩王去养老。”侯安都说：“自古岂有被代天子？”陈昌入陈境后，陈蒨诏令主书舍人沿途迎接，却在陈昌渡江时由侯安都于无人时将其推入长江淹死，对外宣布陈昌在江中因船只故障而溺死。丧柩至京师，陈蒨亲出临哭，追谥号献，风光大葬，又以子陈伯信为其后嗣。
陈蒨在位时发行货币天嘉五株，制作相对精良，是南朝少数较为稳定的货币，发行之初以一当十鹅眼五铢，鹅眼五铢质量极差，且因民间长期私铸价值很低，因此此项政策剥削程度较低。期間，励精图治，整顿吏治，注重农桑，兴修水利，恢复江南经济。此时的陈朝政治清明，百姓富裕，国势强盛，史稱「天嘉治世」。

### 天嘉治世
陳蒨勤民听政，旰衣宵食，因而是南朝皇帝中难得的明君，亦在军事上彻底改变了南方梁末大乱导致群雄割据的面貌，他平定了盘踞湘郢对陈朝造成巨大隐患的以王琳为首残梁势力。并消灭了东阳留异、建安陈宝应、临川周迪、豫章熊昙朗等其他地方割据势力。陈蒨稳定了南方的局势，使得陈朝最终统一长江以南的大片土地。
566年崩，享年44岁，谥号为文帝，庙号世祖。葬于永宁陵（在今南京市境内，但具体所在有争议）。
陈文帝生前授予其弟陈顼重权，导致他死后嗣帝陈伯宗权力孱弱，后陈顼篡夺帝位，是为陈宣帝。

## 評價
《陳書》：「世祖起自艱難，知百姓疾苦。國家資用，務從儉約。常所調斂，事不獲已者，必咨嗟改色，若在諸身。主者奏決，妙識真偽，下不容姦，人知自勵矣。一夜內刺閨取外事分判者，前後相續。每雞人伺漏，傳更簽於殿中，乃敕送者必投簽於階石之上，令槍然有聲，云「吾雖眠，亦令驚覺也」。始終梗概，若此者多焉。」
姚察曰：「世稱繼體守文，宗枝承統，得失之間，蓋亦祥矣。大抵以奉而勿墜為賢能，撓而易之為不肖；其有光揚前軌，克荷曾構，固以少焉。世祖自初發跡，功庸顯著，寧亂靜寇，首佐大業。及國禍奄臻，入承寶祚，兢兢業業，其若馭朽，加以崇尚儒術，愛悅文義，見善如弗及，用人如由己，恭儉以御身，勤勞以濟物，自昔允文允武之君，東征西怨之后，賓實之迹，可為聯類。至於杖聰明，用鑒識，斯則永平之政，前史其論諸。」
魏徵曰：「世祖天姿睿哲，清明在躬，早預經綸，知民疾苦，思擇令典，庶幾至治。德刑並用，戡濟艱虞，群兇授首，彊鄰震懾。雖忠厚之化未能及遠，恭儉之風足以垂訓，若不尚明察，則守文之良主也。」

## 宠臣
陈蒨有一名貌美如婦的寵臣韓子高，《南史》記曰：“子高年十六，為總角，容貌美麗，狀似婦人。”陈蒨在还是临川王时邂逅了這位美少年，從此讓韓子高隨侍左右，寵愛備至。基於這種曖昧事實，所以後世有些小說、戲曲藉題發揮，露骨地將二人描繪成同性愛關係，例如唐朝李翊的《陳子高傳》（明朝馮夢龍的《情史》有節錄）、明朝王驥德的《男皇后》等皆是著名創作。

## 家族

### 妻妾
- 文皇后沈妙容
- 严淑媛
- 潘容华
- 刘昭华
- 王充华
- 张修容
- 韩修华
- 江贵妃
- 孔贵妃

### 子嗣
- 长子：陈废帝（後臨海王）陈伯宗，字奉业，小字药王，生母皇后沈妙容
- 次子：始兴王陈伯茂，字郁之，生母皇后沈妙容，568年被陈宣帝贬为温麻侯并杀害
- 三子：鄱阳王陈伯山，字静之，生母严淑媛
- 四子早卒
- 五子：庶人（昔为新安王）陈伯固，字牢之，生母潘容华，582年作乱被杀
- 六子：晋安王陈伯恭，字肃之，生母严淑媛
- 七子：衡阳王陈伯信，字孚之，生母刘昭华，589年被东衡州刺史王勇所害
- 八子：庐陵王陈伯仁，字寿之，生母王充华
- 九子：江夏王陈伯义，字坚之，生母张修容
- 十子：武陵王陈伯礼，字用之，生母韩修华
- 十一子早卒
- 十二子：永阳王陈伯智，字策之，生母江贵妃
- 十三子：桂阳王陈伯谋，字深之，生母孔贵妃
- 长女：丰安公主， 嫁留异之子留贞臣。
- 次女： 富阳公主，初嫁侯瑱之子侯净藏，后嫁柳敬言之弟柳盼。

### 后人
- 曾孙：陈昭列，唐朝文州刺史。其女嫁朝散大夫、检校尚书、比部员外郎博陵崔玄隐
- 陈义方，唐朝开府仪同三司。其女嫁荆州大都督府长林县令骑都尉昌黎人韩仁楷

## 影視形象
- 2013年电视剧《陆贞传奇》：陈镜宇饰
- 2016年电影《韩子高》：邵帅饰
- 2016年电视剧《识汝不识丁》：孔垂楠饰

## 延伸阅读
[在维基数据编辑]
 《陳書·卷3》，出自姚思廉《陳書》
 《南史·卷09》，出自李延壽《南史》
 在维基共享资源阅览影像